# ابن أبي الطواجين
محمد الكتامي الغماري المشهور بابن أبي الطواجين هو شخصية تاريخية زامن أفول الدولة الموحدية، قام عام 625 هـ / 1227م بثورة بغمارة في غرب الريف بشمال المغرب الأقصى، ادعى النبوة وشرع بعض الشرائع، وكثر أتباعه لما أظهره من معجزات للعوام، حيث انتحل صناعة الكيمياء.

## مسيرته
كان أبوهُ من قصر كتامة (القصر الكبير)، وَكَانَ يتقن صناعَة الكيمياء فلقب بِأبي الطواجين لِكَثْرَة الأواني الَّتِي كَانَ يستعملها فِي تجاربه، فتلقن ابنه محمد تلك الحرفة ثمَّ ارتحل إلى سبتة، وَنزل على قبيلة بني سعيد بأحوازها، بالقرب من وادي لاو، فمارس الشعوذة وادّعى النُّبُوَّة واستفحل أمره لضعف دولة الموحدين، فكثر أنصاره الذين كانوا يساندونه ويؤيدونه مثل بني يوسف وبني حسان.
وبعد أن أعلن عليه المتصوف عبد السلام بن مشيش حربا ضد أفكاره وادعاءاته، وذلك من خلال دعوة القبائل بالحجة والدليل حول فساد دعوة أبي الطواجين، لإقناعها بتركه، فقام ابن أبي الطواجين بالتخطيط لقتل بن مشيش بعد أن علم أنه أصبح عقبة في طريقه. فتعقبوه في مكان عبادته وهو يقوم بالوضوء والاستعداد لصلاة الصبح، فتمكنوا من قتله سنة 1227م.
انتقل خبر وفاة عبد السلام إلى مريديه في مدينة سبتة وهناك جهز المريدون جيشا من الأتباع وعساكر سبتة وراحوا عند أبي الطواجين في وادِي لَأوْ فأدركوه وقتلوه.